# اچ‌ام‌اس ونگارد (۱۹۰۹)
اچ‌ام‌اس ونگارد (۱۹۰۹) (به انگلیسی: HMS Vanguard (1909)) یک کشتی بود که طول آن ۱۵۲٫۴ متر (۵۰۰ فوت) بود. این کشتی در سال ۱۹۰۹ ساخته شد.